# Паразитизъм
Паразитизъм е вид експлоатация, при която два организма съществуват заедно, но единият играе роля на паразит, а другият на гостоприемник. Ендопаразитите проникват вътре в тялото на хазяина, а екзопаразитите местообитават повърхността на тялото му. И в двата случая му нанасят вреди, но най-често не го лишават от живот.
Има известно покритие между аменсализма и хищничеството, като разликата е, че последното е двустранен процес.
Системите хищник-жертва и паразит-гостоприемник постоянно еволюират. На паразитите и хищниците не е изгодно напълно да унищожават популациите на приемниците и жертвите, и затова дългата съвместна еволюция е довела по-умерено взаимно влияние. Най-голяма вреда нанасят новите паразити и хищници. Известно е, че те помагат и в борбата с вредителите.